# Argir
Argir, er en tidligere færøsk bygd, nu en bydel syd for Tórshavn med 2.550 indbyggere (1. januar 2025),

som i nutiden er vokset sammen med Tórshavn. Den har postnummer FO 160 og blev en del af Tórshavn kommune i 1997.

Argir er forbundet med Tórshavn med to mindre broer over Sandá-åen. Offentlige bybusser kører i området i dagtimerne og indtil om aftenen.
Der en tankstation og en bådehavn i Argir.
I de senere år er der bygget flere og flere huse på Argir og bydelen, breder sig nu langt op i fjeldet. Det færøske postvæsens filateliafdeling samt øernes finansministerium og Færøernes Statistik ligger i Argir.
2006 blev et tidligere kølehus ombygget til havvandsakvariet Føroya Sjósavn. Havmuseet blev grundlagt med det formål at vise havets levesteder omkring Færøerne. Akvariet er organiseret som en selvejende institution.
Argja kirkja er bygget i 1974. Kirken består af et hus, opført i betonelementer med en overflade af perlesten og et tag af sort eternit. Nordvest for kirken står et hvidt klokketårn, hvor øst- og vestmuren er skrå faldende bagtil. På facaden ud mod vejen er opsat et gyldent kors. I tårnet hænger to klokker, begge ophængt i 1983.

## Historie
Navnet Argir kommer fra det gammelirske áirge, «sommerbejde», på færøsk ærgi.
Fra 1500-tallet lå der et hospital i Argir, som fungerede overvejende som spedalskhedshospital, men tjente også som hospital for andre smitsomt syge og fattiglemmer. Efter at spedalskheden i 1744 var udryddet på Færøerne, tjente det som opholdssted for fattige og invalide. 1828 blev det nedlagt.
Den 9. maj 1828 købte Andreas Mortensen (1794-1875) fatighuset på en auktion for 1.005 rigsbankdaler. Han flyttede dertil med sin familie og boede der indtil han døde, hans efterkommere har været en stor del af byens historie og en mindesten blev rejst den 9. maj 1948 til hans ære.

## Sport
Argja Bóltfelag er en fodboldklub, grundlagt den 15. august 1973.
Argja Roklub, der blev grundlagt den 16. august 1982, er en af de største roklubber på Færøerne. Bådene i Argir Roklub er røde.

## Galleri
- Blikur, en af bådene fra Argja Róðrarfelag